# Körforgalom

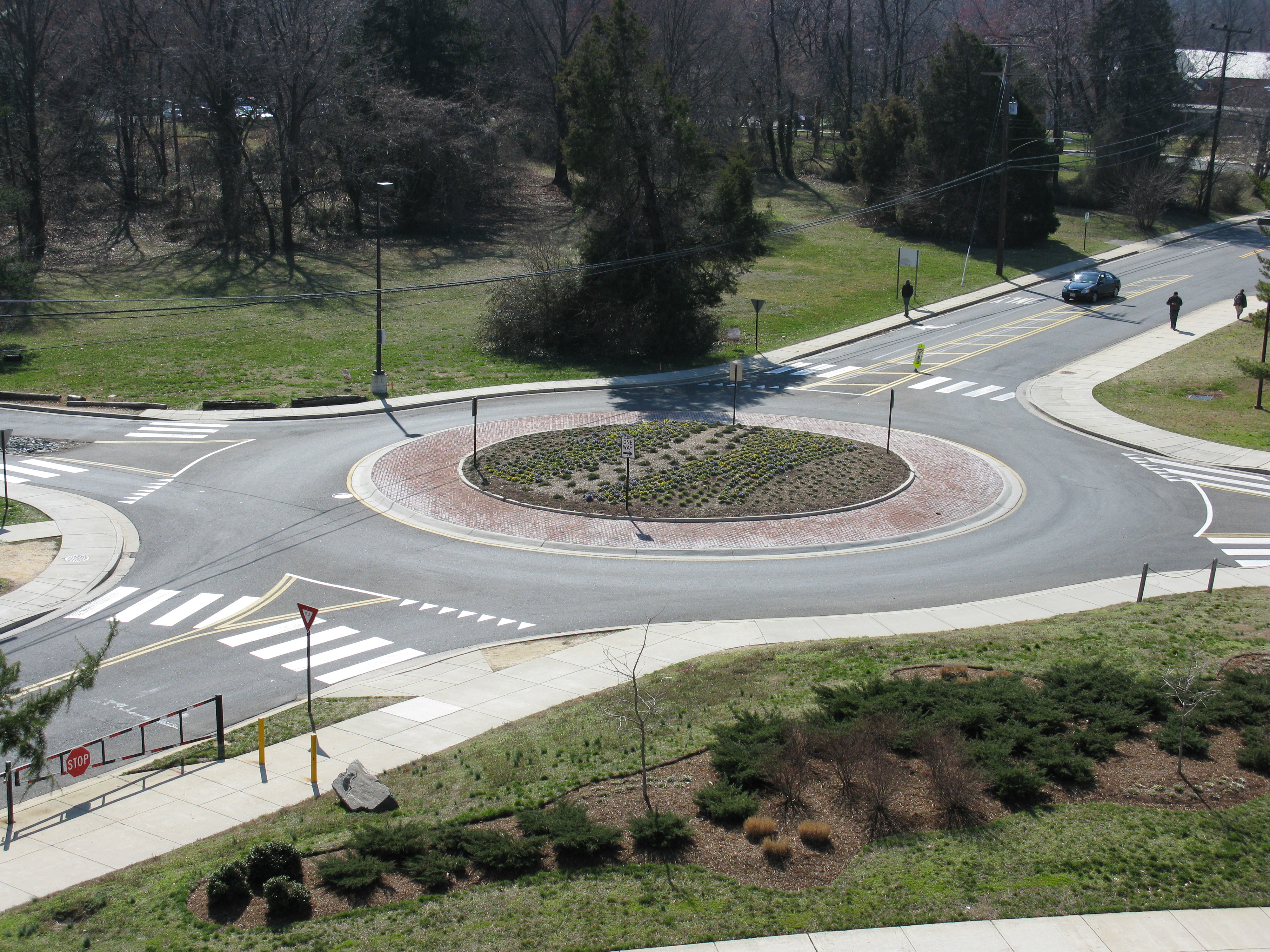
Körforgalom

A körforgalom olyan forgalomszervezési megoldás, amit főleg nagy forgalmú, vagy veszélyes kereszteződésekben alakítanak ki. Előnye, hogy lelassítás nélkül nehezen  lehet áthaladni rajta, illetve csak egy irányba kell figyelni a behajtásnál.

## Általános jellemzése

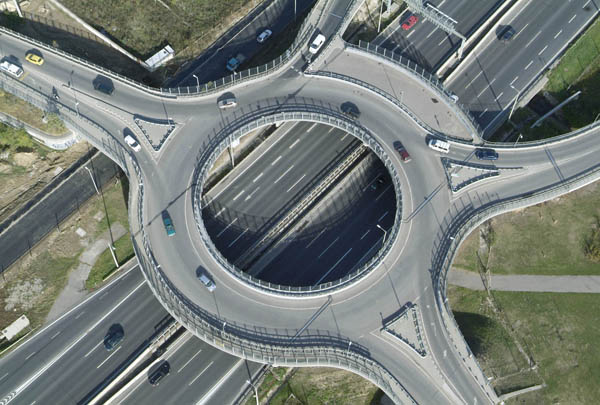
Egy emelt szintű (felüljáróra épített) körforgalom légifotója (M7-es autópálya, Budaörsi csomópont)

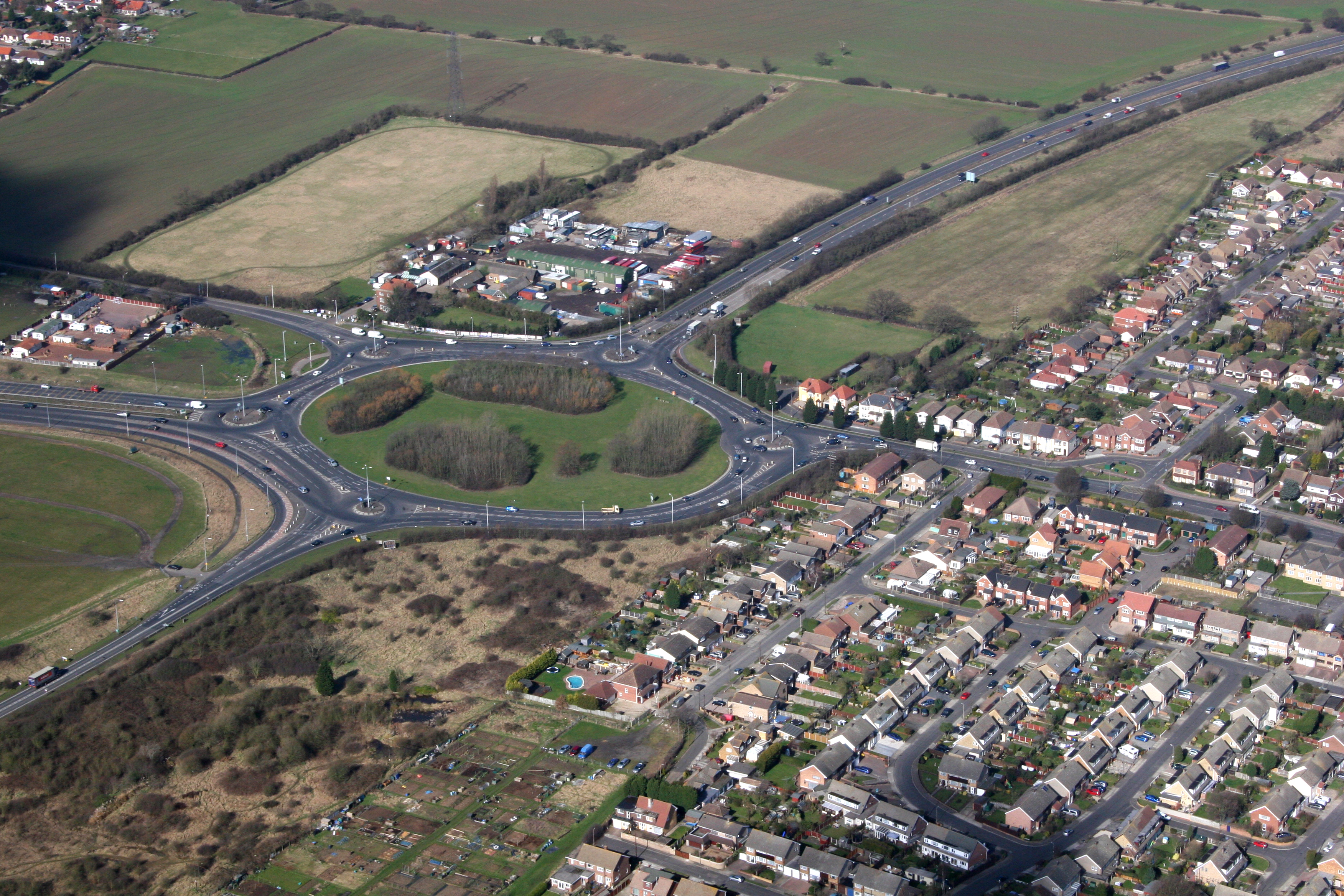
Körforgalom a körforgalomban (Anglia)

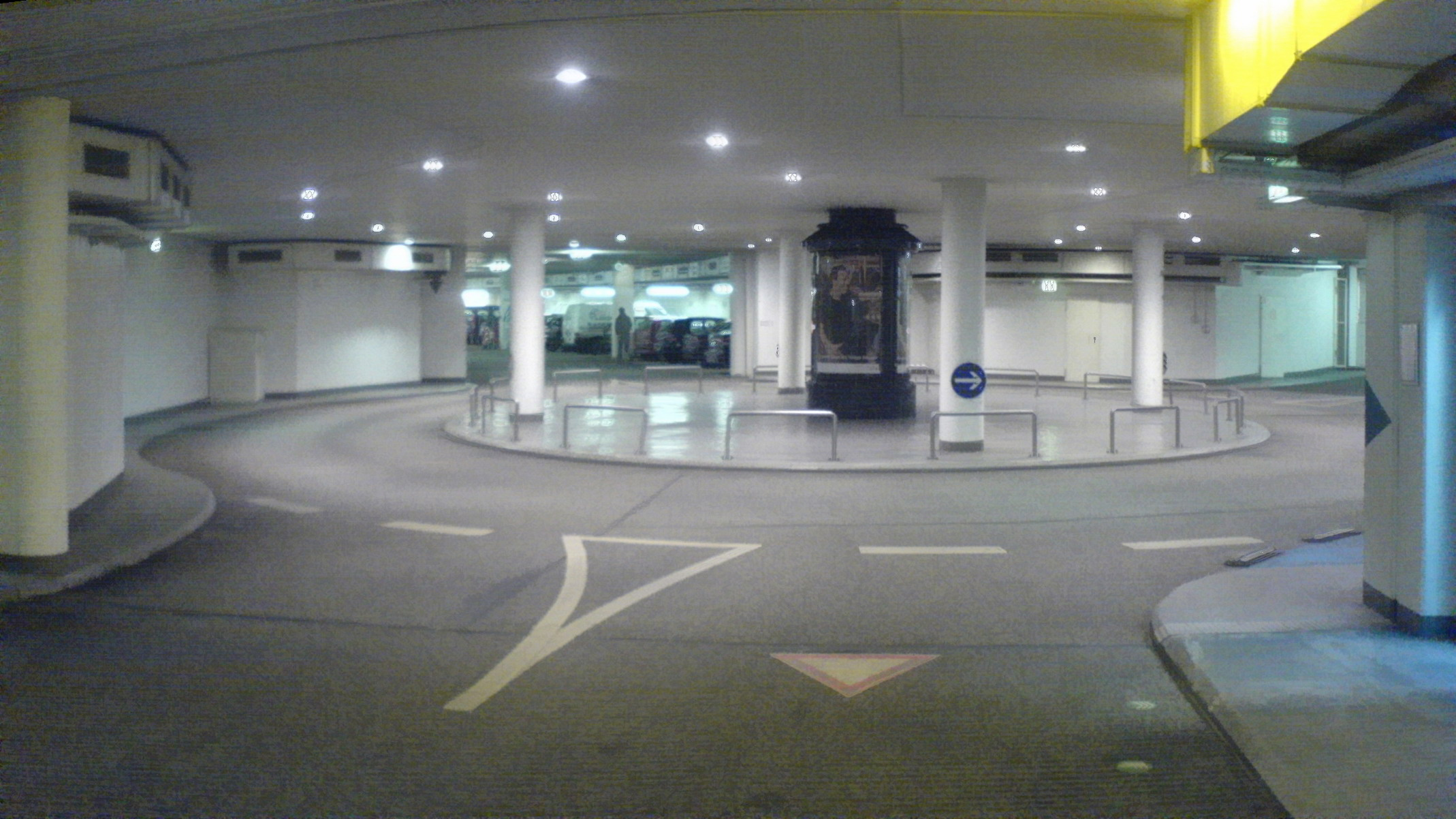
Földalatti körforgalom (Bochum, Németország)

A körforgalmat a KRESZ nagyon röviden, szűkszavúan határozza meg, mint fogalmat, és mutatja be a „Körforgalom” jelzőtáblát. A jobb oldali közlekedés irányából és a jobbratartási kötelezettségből adódóan a körforgalomba behajtás adott, de esetenként más szabályozás is érvényesülhet (a „főforgalomnak”, vagy a tömegközlekedésnek ad elsőbbséget, vagy plusz-sávot…). Egysávos és kétsávos (lehet több sávos is) körforgalmú csomópontokat alakítanak ki. A körforgalomban – a körfogalmú út szélességétől függően (pl: kétsávos) – a párhuzamos közlekedés szabályai érvényesek. Ez azt jelenti, hogy a kör ívén párhuzamosan (egymás mellett) két autó is mehet. A jobb oldali sávban a jobbra hamarabb kilépő, míg a belső sávban a később kilépő haladhat, majd a kilépőponthoz közeledve – jobb oldalra besorolva – irányjelzéssel kihajt. Aki már a körforgalomban közlekedik, csak akkor élvez elsőbbséget a körforgalomba belépő járművekkel szemben ha minden behajtásnál szerepel az „elsőbbségadás kötelező” tábla is (melynek kitétele a vonatkozó rendelet szerint Magyarországon kötelező). A tábla hiányában a körforgalomba behajtók élveznek elsőbbséget („jobbkéz-szabály”), összhangban az európai szabályozással.
Bár a KRESZ szabályai nemzetköziek, a Magyarországon alkalmazott szokás, hogy a "körforgalomban bent lévőnek van elsőbbsége" nem általános. Olaszországban és Franciaországban is előfordulnak jobbkéz-szabály elvén működő körforgalmak, egy fontosabb forgalmi irányt előnyben részesítő körforgalmak és egyéb különleges szabályozású körforgalmak. Ezért fontos, hogy ne rutinból vezessünk, különösen külföldön, a körforgalomban, hanem figyeljük az elsőbbséget szabályozó táblák elhelyezését vagy esetleges hiányát is! Amennyiben nincs elsőbbségadás kötelező tábla, a jobbról jövőnek van előnye, ha mi a körpályán haladunk akkor is. Magyarországon a jelenlegi szabályozás ilyet azonban nem ismer, ahogyan 60 m sugarúnál nagyobb körforgalmat sem[forrás?] Útügyi Műszaki Előírások Közutak tervezése Út 2-1.201., Körforgalmú csomópontok tervezése Út 2-1.206.
A körforgalom miatt az útkereszteződések biztonságosabbak, és gyorsabb áthaladást biztosítanak. A körforgalom „működik” éjjel is, gyér forgalomban és csúcsforgalomban is. A cipzár módszerhez hasonló bekapcsolódás – a keresztirányú forgalomba fokozatos behajtás – érvényesül. Behajtásnál nem kell irányjelzést adni, de ez kilépésnél kötelező. Többsávos körforgalmakban sávváltásnál szintén jelezni kell a sávváltási szándékot. A körforgalmat keresztező villamos (bármely irányból is keresztezze azt) elsőbbséget élvez.
A körforgalom forgalomszervezési megoldás. Esetenként gyorsítja a kereszteződés forgalmát azzal, hogy a behaladás szinte folyamatos (míg a lámpánál egyik irány áll, a másik megy). Ugyanakkor forgalomcsillapító hatása is van, mert rendre és rangra való tekintet nélkül (valamennyi irányból érkező jármű) sebességcsökkentésre kényszerül, de haladásuk ekkor is folyamatos.
Előnye a biztonságon túl, hogy ha valaki eltéveszti a kihajtást (vagy meggondolja magát és máshol akar kimenni), akkor újra körbejárva korrigálhat.
A teljességhez hozzátartozik, hogy nem mindenhol alakítható ki például helyhiány miatt, hegyes részeken a sík terület kialakítása nem lehetséges, máshol a lámpás keresztezés „szigora” indokolt, a főirány forgalma megtörik, lámpasorba (zöldhullámba) nem igazítható. Elmondható, hogy az átgondoltan megépített körforgalmú csomópontok a járművezetők biztonságérzetét is fokozzák, de ezt is – sajátos logikája miatt – meg kell érteni, meg kell tanulni. A közlekedési morál kialakításának egyik legjobb lehetősége is.
A  körforgalom tábla olyan utat jelez, amelyen úgy kell haladni, hogy az út által körbezárt
terület a vezetőtől balra essen. E tábla, Magyarországon, csak az ÁLLJ! Elsőbbségadás kötelező vagy az Elsőbbségadás kötelező jelzőtáblával együttesen kerül kihelyezésre. A körforgalomban haladó járműveknek elsőbbségük van a körforgalomba behajtó járművekkel szemben Magyarországon. Ettől külföldön eltérő elsőbbség szabályozás is lehetséges. Külföldön figyeljünk az elsőbbségadás tábla elhelyezkedésére vagy esetleges hiányára!

## A körforgalomhoz tartozó közúti jelzések

### Jelzőtáblák
- Vigyázz Körforgalmú csomópont" előjelző tábla KRESZ 95/e sz. tábla

A tábla azt jelzi, hogy a következő útkereszteződésben körforgalmú forgalmi rend van.
A tábla és a körforgalom között a távolság
- lakott területen kívül 150-250 méter,
- lakott területen 50-100 méter, kivéve ha a jelzőtábla alatt elhelyezett kiegészítő tábla rövidebb távolságot jelöl meg
- "Elsőbbségadás kötelező" KRESZ 9.sz tábla és Körforgalom KRESZ 23. sz. tábla

A tábla olyan utat jelez, amelyen úgy kell haladni, hogy az út által körbezárt terület a vezetőtől balra essék. E tábla, csak az „ÁLLJ! Elsőbbségadás kötelező” vagy az „Elsőbbségadás kötelező”
jelzőtáblával együttesen kerül kihelyezésre Magyarországon. A körforgalomban haladó járműveknek elsőbbségük van a körforgalomba behajtó járművekkel szemben Magyarországon.
A tábla és a körforgalom között a távolság
- lakott területen kívül 5-10 méter,
- lakott területen 5-10 méter

Magyarországon kívül az "Elsőbbségadás Kötelező" tábla nélkül is kihelyezhető a körforgalmat jelző tábla. A körforgalom lehet eltérő forgásirányú és jelezheti élére állított sárga négyzet alakú tábla is.

## Kötelezettségek a körforgalomban
- A jobbra tartási kötelezettség, ha a jogszabályból más nem következik vonatkozik körforgalomban való haladásra is. (vö. kétsávos körforgalom például Veszprémben)
- Az irányváltoztatást ide nem értve a körforgalmú útra történő bekanyarodást a művelet előtt kellő időben megkezdett és annak befejezéséig folyamatosan adott irányjelzéssel kell jelezni. E rendelkezést kell alkalmazni a körforgalmú útról történő letérés esetében is, tehát a körforgalmat elhagyó járművet is menetirány változtatónak kell tekinteni, és így ezt a műveletet is irányjelzéssel jelezni kell.
- Azon az úton, amelynek menetirány szerinti jobb oldalán két vagy több forgalmi sáv van útburkolati jelekkel kijelölve, a körforgalmú útra történő bekanyarodást
- a besorolás rendjét jelző tábla és az útburkolati jelek jelzéseinek megfelelően kell végrehajtani, vagy
- a jobb oldali szélső forgalmi sávból kell végrehajtani, amennyiben a járművezető a bekanyarodás helyét követő első kihajtási lehetőségnél kívánja a körforgalmú utat elhagyni.
- A párhuzamos közlekedésre alkalmas körforgalmú úton a párhuzamos közlekedés szabályait kell alkalmazni.

## Tilalmak a körforgalomban

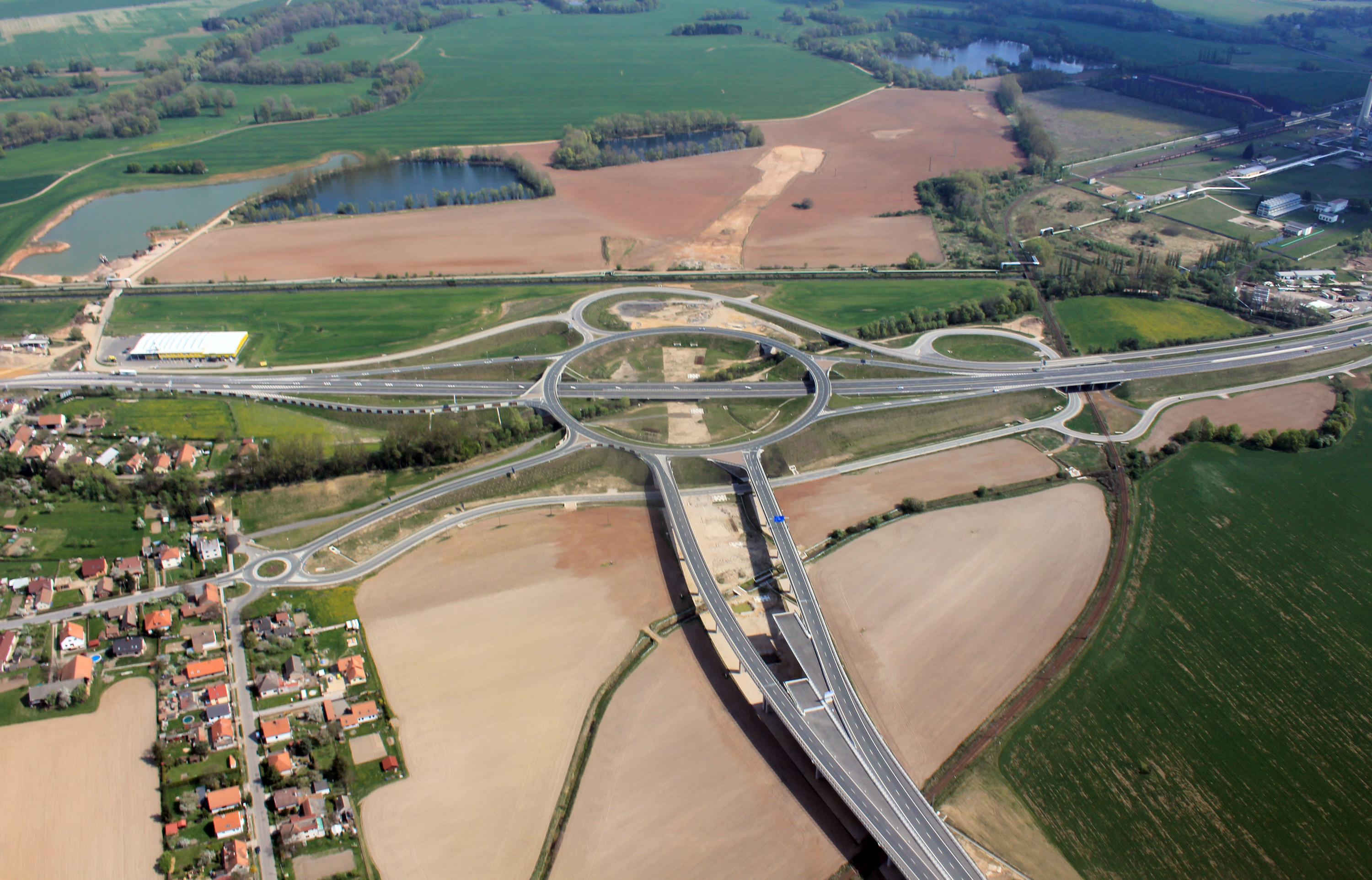
Körforgalom egy autópálya csomópontban (Csehország)

- Körforgalmú úton megfordulni és hátramenetet végezni tilos.
- Tilos megállni és várakozni körforgalmú úton.
- Bár útkereszteződésben általában tilos előzni, ez nem vonatkozik a körforgalmú útra: ha az előzés feltételei adottak, végrehajtható előzés.
- A villamosnak körforgalomban mind a belépő, mind a kilépő ponton áthaladási elsőbbsége van a körforgalomban haladó más járművekkel szemben.

## Turbó körforgalom

Hollandia-szerte széles körben alkalmazott turbókörforgalom típus

A turbó körforgalomnak több változata létezik, de az alapkoncepció az, hogy az autósoknak már a körforgalomba való behajtás előtt be kell sorolniuk a megfelelő sávba, mert az egyes sávokból a kijáratoknak csak egy része érhető el. Magában a körforgalomban és az azt megelőző 15-20 méteren nem lehet sávot váltani. Legtöbb esetben sávelválasztó elemekkel (pl. gömbsüveg) is gátolják a körforgalmon belüli sávváltást. A kialakításnak köszönhetően egyszerre nő a kapacitás és a biztonság, mind a sztenderd egy- és kétsávos körforgalomhoz, mind a lámpás kereszteződéshez képest.

## Külső hivatkozások
- A körforgalom szabályai Archiválva 2008. július 14-i dátummal a Wayback Machine-ben
- Vezetéstechnika – Videó
- Többsávos körforgalmak – Építős.blog.hu, 2010. április 19.